# Atmosfera di Urano

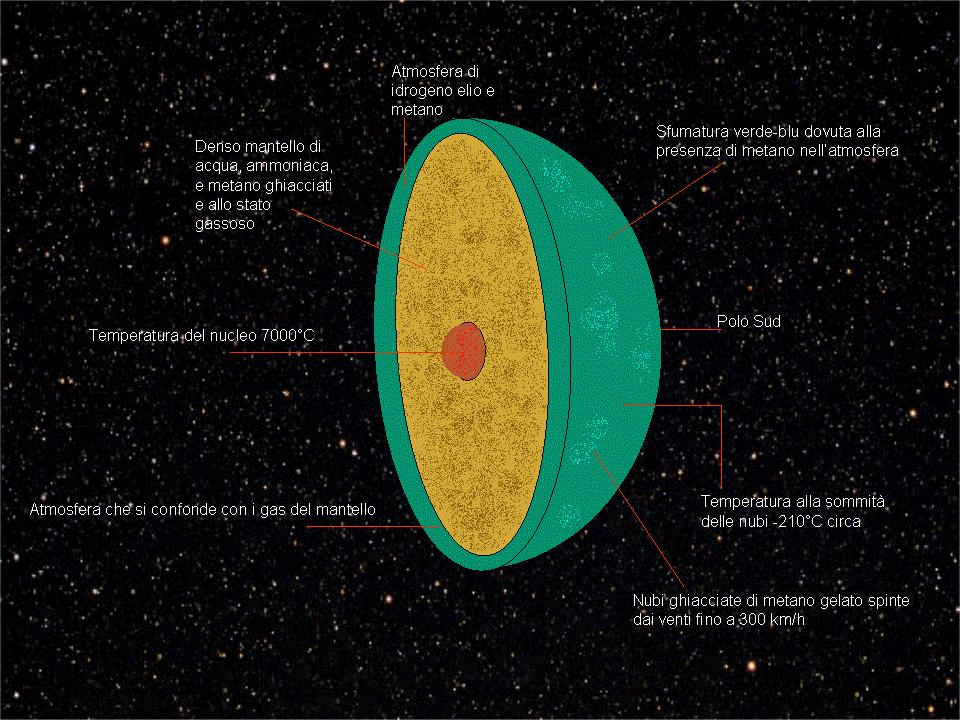
Spaccato dell'atmosfera di Urano

L'atmosfera di Urano, come quella di Nettuno, è differente dalle atmosfere dei giganti gassosi maggiori, Giove e Saturno. Sebbene anch'essa composta principalmente da idrogeno ed elio, contiene una proporzione maggiore di elementi volatili (soprannominati "ghiacci") come acqua, ammoniaca e metano. Gli studiosi ritengono che Urano, a differenza di Giove e Saturno, non possegga un mantello di idrogeno metallico al di sotto dell'alta atmosfera, ma che l'interno del pianeta consista di un "oceano" di ammoniaca, acqua e metano che gradualmente si trasforma in un'atmosfera gassosa dominata dall'idrogeno e dall'elio. A causa di queste differenze, alcuni astronomi raggruppano Urano e Nettuno nella categoria dei "giganti ghiacciati", per distinguerli da Giove e Saturno.
Sebbene non ci sia una ben-definita superficie solida, è chiamata atmosfera lo strato gassoso più esterno, accessibile alle rilevazioni dall'esterno. Le capacità degli strumenti di rilevazione permettono di raggiungere una profondità di circa 300 km al di sotto dello strato alla pressione di 1 bar assunto come zero altimetrico, a cui corrispondono una pressione di 100 bar ed una temperatura di 320 K. La tenue corona si estende per più di due raggi planetari dalla superficie ideale ad 1 bar di pressione. L'atmosfera di Urano può essere divisa in tre strati: la troposfera, compresa tra −300 e 50 km di altitudine e tra 100 e 0,1 bar di pressione; la stratosfera, compresa tra 50 e 4000 km di altitudine e tra 0,1 e 10–10 bar di pressione e la termosfera/corona, che si estende da 4000 a 50000 km di altezza dalla superficie ideale. Non è presente alcuna mesosfera.
Alla sommità delle nubi la temperatura è di circa −220 °C con piccole differenze tra le diverse zone del pianeta, probabilmente esso possiede un particolare sistema di ridistribuzione dell'energia solare. Le varie misurazioni hanno rivelato che la quantità di calore che riceve dal sole è quasi la stessa di quella che irradia.

## Composizione

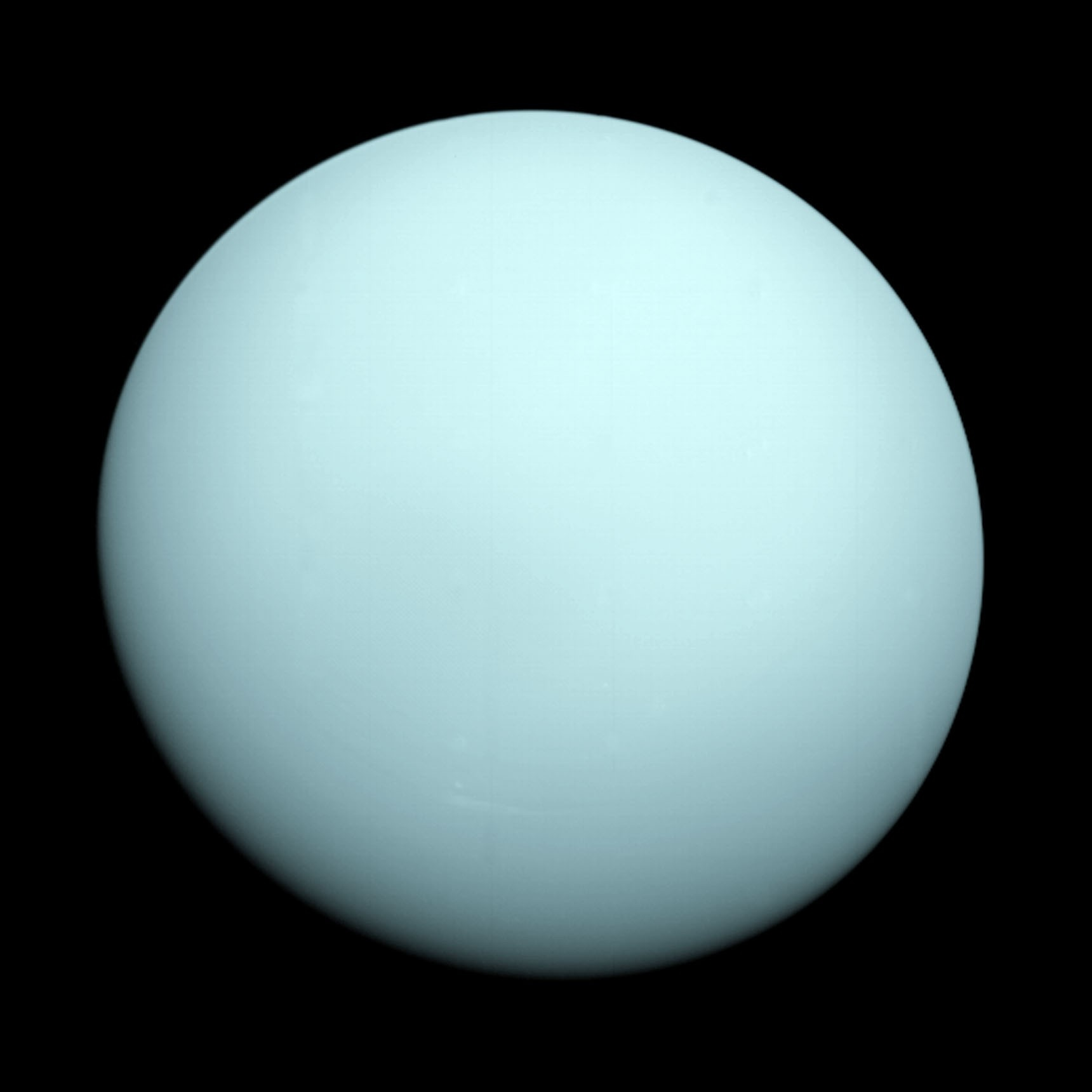
Urano fotografato dalla sonda Voyager 2 nel 1986

La composizione dell'atmosfera di Urano è differente da quella del pianeta come un intero. L'atmosfera è infatti composta per l'83% di idrogeno molecolare, per il 15% di elio e per il 2,3% di metano. La frazione molare dell'elio, cioè il numero di atomi di elio per molecola di idrogeno/elio, è stata determinata tramite l'analisi delle misurazioni delle occultazioni della sonda Voyager 2 nelle frequenze radio ed infrarosse. Il valore comunemente accettato è di 0,15±0,03 nell'alta atmosfera, che corrisponde a una frazione di massa pari a 0,26±0,05, valore prossimo alla frazione di massa per l'elio della nebulosa da cui si è originato il Sistema solare, 0,275±0,01. Ciò indica che durante l'accrezione di Urano, l'elio non s'è concentrato al centro del pianeta, come invece è accaduto nei giganti gassosi. L'abbondanza del deuterio in rapporto all'idrogeno, 5,5+3,5
−1,5×10−5, è stata misurata, negli anni novanta, grazie all'Infrared Space Observatory (ISO) e sembra superiore al valore per la nebulosa proto-solare misurato in Giove e pari a 2,25×10−5. Il deuterio è presente quasi esclusivamente nella forma molecolare, accoppiato con altri atomi di idrogeno (HD).
Il quarto costituente per abbondanza dell'atmosfera di Urano è il metano (CH4), la cui presenza era stata già rilevata dalla Terra attraverso analisi spettroscopiche. Le principali bande di assorbimento del metano si trovano nel visibile e nel vicino infrarosso, determinando la caratteristica colorazione di Urano, che appare acquamarina o ciano. Le molecole di metano costituiscono il 2,3% dell'atmosfera del pianeta per frazione molare, al di sotto dello strato di nubi di metano a 1,3 bar; una percentuale pari a 20-30 volte quella misurata nel Sole. Il quantitativo di metano nell'alta atmosfera è percentualmente molto inferiore a causa delle temperature estremamente basse, che abbassano il grado di saturazione e determinano il congelamento del metano in eccesso. È invece scarsa la conoscenza della quantità di sostanze meno volatili, come ammoniaca, acqua ed acido solfidrico negli strati più profondi dell'atmosfera. Tuttavia, si presumente che questa sia comunque maggiore rispetto alla quantità rilevata nel Sole.
Osservazioni spettroscopiche di occultazioni stellari nell'infrarosso, eseguite anche utilizzando il Telescopio spaziale Spitzer, e nell'ultavioletto hanno permesso di rilevare la presenza in tracce di vari idrocarburi nella stratosfera di Urano, che si pensa siano prodotti dalla fotolisi del metano indotta dalle radiazioni ultraviolette solari. Tra le molecole rilevate ci sono: l'etano (C2H6), l'acetilene (C2H2), il metilacetilene (CH3C2H) ed il diacetilene (C2HC2H). Osservazioni spettroscopiche nell'infrarosso hanno anche rivelato tracce di vapore acqueo, monossido di carbonio e anidride carbonica nella stratosfera, che possono derivare solo da una sorgente esterna come la polvere interplanetaria e le comete.

## Troposfera

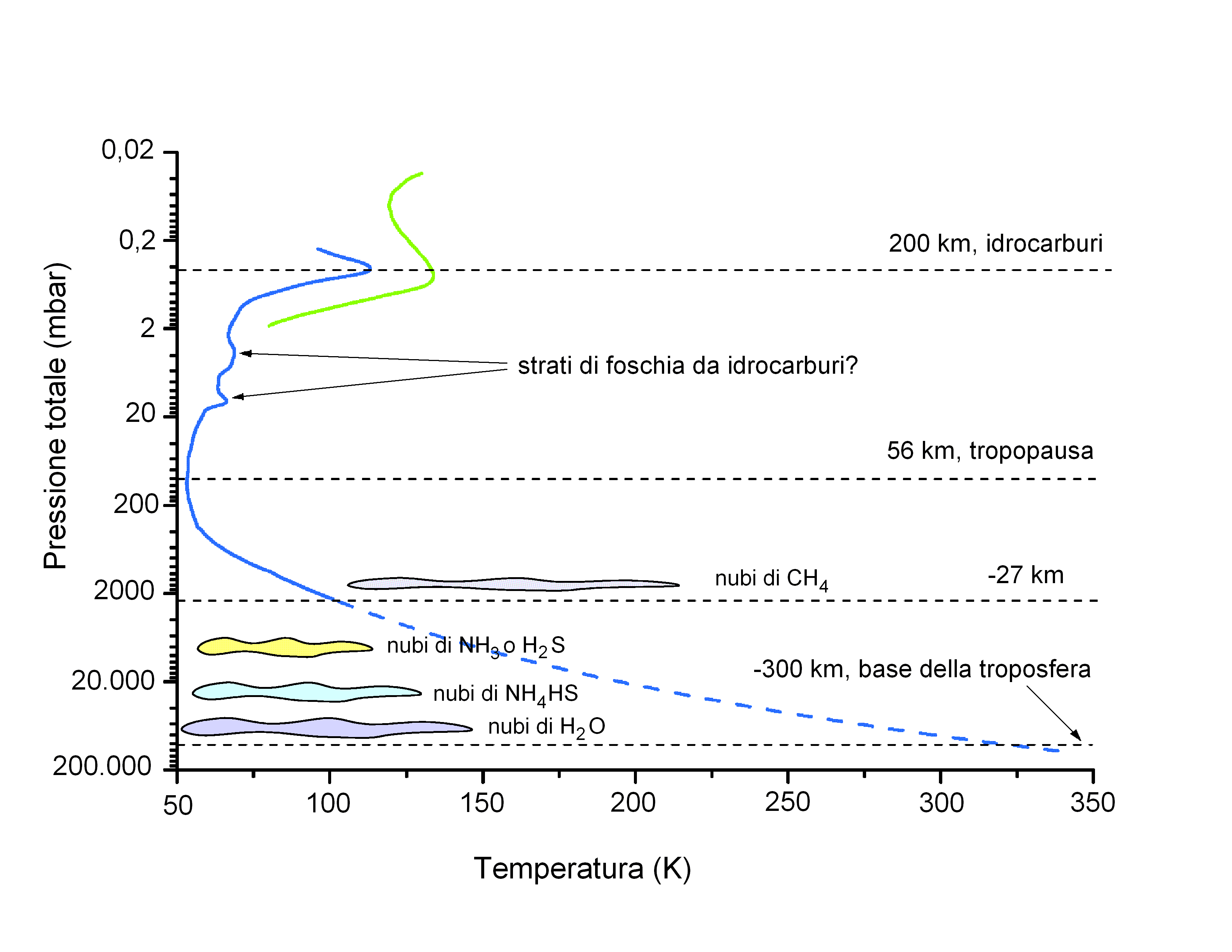
Profilo della temperatura della troposfera di Urano e della bassa stratosfera. Sono riportati anche gli strati nuvolosi e di foschia.

La troposfera è la regione inferiore e più densa dell'atmosfera ed è caratterizzata dalla diminuzione della temperatura con l'altezza. La temperatura varia da circa 320 K alla base della troposfera, a −300 km, a 53 K a 50 km. Per essere precisi le temperature nella regione superiore della troposfera (la tropopausa) variano tra 49 e 57 K in funzione della latitudine, con il minimo attinto in corrispondenza di 25° sud. Nella troposfera è contenuta quasi tutta la massa dell'atmosfera e la tropopausa è responsabile della grande maggioranza dell'emissione termica nel lontano infrarosso, determinando così la sua temperatura nominale che dovrebbe essere di 59,1±0,3 K.
Gli studiosi ritengono che la troposfera presenti una struttura nuvolosa complessa. È stato ipotizzato che nuvole d'acqua giacciano entro i 50-100 bar di pressione, nuvole di idrosolfuro di ammonio (NH4HS) entro i 20-40 bar, nuvole di ammoniaca o acido solfidrico entro i 3-10 bar ed infine nuvole di metano entro 1-2 bar. Sebbene la sonda Voyager 2 abbia rilevato la presenza di nubi di metano attraverso misurazioni radio durante un'occultazione, tutti gli altri strati nuvolosi rimangono speculativi. La troposfera è una regione molto dinamica dell'atmosfera, manifestando forti venti, moti convettivi, nubi lucenti e cambiamenti stagionali.

## Stratosfera

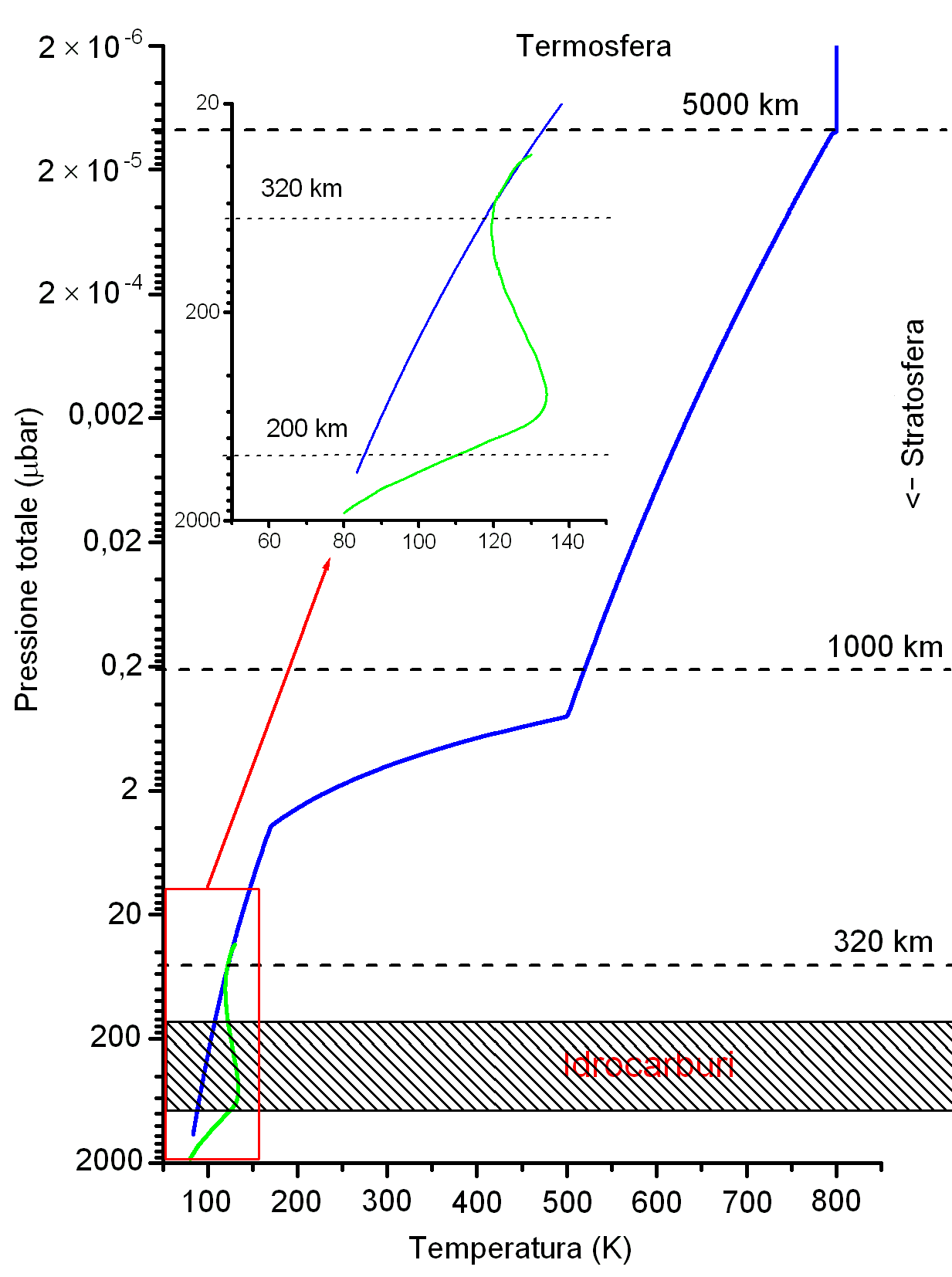
Profilo della temperatura nella stratosfera e nella termosfera di Urano. L'area ombreggiata corrisponde allo strato caratterizzato da un'elevata abbondanza di idrocarburi.

Lo strato intermedio dell'atmosfera di Urano è la stratosfera, dove le temperature generalmente variano con l'altezza a partire da 53 K, in corrispondenza della tropopausa, fino a valori compresi tra 800 e 850 K alla base della termosfera. Il riscaldamento che si verifica nella stratosfera è dovuto all'assorbimento di radiazione solare, nell'ultravioletto e nell'infrarosso, da parte del metano e di altri idrocarburi, che si formano in questa regione dell'atmosfera in conseguenza della fotolisi del metano. Anche la quantità di calore proveniente dalla termosfera, più calda, può essere significativa. Gli idrocarburi occupano uno strato relativamente sottile ad altitudini comprese tra 100 e 280 km, in corrispondenza di pressioni comprese tra 10 e 0,1 mbar e di temperature comprese tra 75 e 170 K. Gli idrocarburi più abbondanti sono l'acetilene e l'etano con un'abbondanza di circa 10−7, misurata come rapporto rispetto a quella dell'idrogeno. Il metano ed il monossido di carbonio alle stesse altitudini presentano valori simili, mentre idrocarburi più pesanti e l'anidride carbonica sono presenti con abbondanze tre ordini di grandezza più piccole. Infine, l'abbondanza dell'acqua è circa 7×10−9. La temperatura della stratosfera e le abbondanze degli idrocarburi variano fortemente nel tempo e con la latitudine: ai poli, la stratosfera raggiunge le temperature minime ed il quantitativo di idrocarburi presenti è minore che altrove.
L'etano e l'acetilene tendono a condensare nella parte inferiore (e più fredda) della stratosfera e nella tropopausa formando strati di foschia, che potrebbero essere parzialmente responsabili dell'aspetto mite di Urano. La concentrazione degli idrocarburi nella stratosfera del pianeta è significativamente inferiore rispetto a quanto riscontrato nelle stratosfere degli altri pianeti giganti. Ciò, in aggiunta a un debole mescolamento verticale, rende la porzione della stratosfera superiore allo strato di foschia meno opaca e, in conseguenza, più fredda rispetto a quanto accade sugli altri pianeti giganti.

## Termosfera e corona
Lo strato più esterno dell'atmosfera di Urano è la termosfera/corona, che presenta una temperatura uniforme compresa tra 800 e 850 K, un valore molto superiore dei 420 K rilevati nella termosfera di Saturno. La fonte di calore che sostiene un valore così alto della temperatura non è stata ancora identificata, perché né le radiazioni solari ultraviolette né l'attività delle aurore polari possono fornire la necessaria energia; un debole contributo potrebbe derivare dalla mancanza di idrocarburi negli strati superiori della stratosfera.
Gli studiosi ritengono che nella termosfera-corona non sia presente elio, perché separato per diffusione ad altitudini inferiori, mentre prevedono che sia presente una grande quantità di atomi liberi di idrogeno, oltre che nella forma molecolare. La piccola massa molecolare dell'idrogeno e le elevate temperature possono aiutare a spiegare il perché la corona raggiunga i 50000 km di altitudine, corrispondenti a due raggi planetari. Questa corona tanto estesa è una caratteristica che rende Urano unico tra i pianeti. I suoi effetti includono una forza di resistenza sulle piccole particelle in orbita attorno al pianeta, determinando l'impoverimento degli anelli dalla polvere. L'idrogeno presente nella calda termosfera genera intense emissioni di quadrupolo nel vicino infrarosso.

## Ionosfera
La termosfera di Urano e la parte superiore della stratosfera corrispondono anche alla ionosfera del pianeta. Le misurazioni eseguite dalla Voyager 2 e le osservazioni dalla Terra dell'emissione infrarossa del catione idrogenonio (H+3) rappresentano le principali fonti di informazione disponibili e rivelano che la ionosfera occupa altitudini comprese da 2000 a 10000 km.. La ionosfera di Urano è più densa che quelle di Saturno o Nettuno e ciò potrebbe derivare dalla minore concentrazione di idrocarburi nella stratosfera. La ionosfera è sostenuta principalmente dalla radiazione solare ultravioletta e la sua densità dipende dall'attività solare. Le aurore polari non sono significative quanto su Giove e Saturno. La ionosfera superiore, corrispondente alla regione occupata dalla termosfera, è la sede dell'emissione ultravioletta proveniente da Urano e nota come dayglow o electroglow, che viene emessa esclusivamente dall'emisfero illuminato del pianeta, come anche accade per la radiazione infrarossa dovuta al catione idrogenonio. Il dayglow, che si verifica in tutte le termosfere dei pianeti giganti e che rimase un mistero per qualche tempo dopo la sua scoperta, è interpretato come una fluorescenza nell'ultravioletto dell'idrogeno atomico e molecolare eccitato dalla radiazione solare, con un possibile contributo di elettroni fotoelettrici.

## Clima
La differente velocità delle nubi tra i poli e l'equatore faceva intendere la presenza di forti correnti, e la particolarità di Urano di avere una forte inclinazione dell'asse di rotazione induceva a credere che ci fosse stato uno sviluppo di vento fortissimo e condizioni atmosferiche particolari, ma al contrario questi fattori sono stati ridimensionati e sottili nubi percorrono strade parallele all'equatore, proprio come avviene sulla Terra, a una velocità che varia da 170 a 570 km/h.